# Peter Mandelson
Peter Benjamin Mandelson, titré baron Mandelson (né le 21 octobre 1953 à Hendon dans le Middlesex), est un homme politique, membre du Parti travailliste, puis ambassadeur britannique.
Ancien député d'Hartlepool, il fait son entrée à la Chambre des lords en 2008 en tant que secrétaire d'État aux Affaires, aux Entreprises et aux Réformes réglementaires dans le gouvernement de Gordon Brown; le 5 juin 2009, Mandelson est promu premier-secrétaire d'État et devient secrétaire d'État aux Affaires, à l'Innovation et aux Compétences. Il est alors appelé par le journal britannique The Independent « probablement l'individu le plus puissant du pays ».
Avec Brown et Tony Blair, il est l'un des principaux architectes de la transformation du Parti travailliste en ce qui est appelé le New Labour. Il a été deux fois membre du gouvernement Blair et a été contraint deux fois de démissionner. 
Le baron Mandelson est nommé commissaire au Commerce de la Commission européenne en 2004, remplacé le 6 octobre 2008 par la baronne Ashton d'Upholland. Il est ambassadeur du Royaume-Uni aux États-Unis depuis février 2025.

## Biographie
Petit-fils de l'ancien secrétaire d'État des Affaires étrangères et du Commonwealth travailliste Herbert Morrison, il est né aux environs de Londres en 1953. Il fait des études de sciences politiques, de philosophie et d'économie à l'université d'Oxford. Il est élu au conseil municipal de Lambeth en septembre 1979 mais le quitte en 1982, déçu par l'état du Parti travailliste.
Il est producteur pour London Weekend Television avant de devenir le directeur de la communication du Parti travailliste en 1985. C'est à cette époque qu'il acquiert dans la presse britannique son surnom de « Prince des ténèbres ». C'est lui qui s'occupe de la gestion de la campagne travailliste lors des élections législatives de 1987, qui se solde en un échec.
Il quitte cette fonction en 1990 et est choisi comme candidat travailliste pour le siège d'Hartlepool. Il est élu à la Chambre des communes lors des élections générales de 1992. Il a peu d'influence sur John Smith qui dirige alors le Parti travailliste, mais fait quelques discours remarqués pour souligner son soutien à l'Union européenne.
En 1994, à la mort de John Smith, Mandelson joue un rôle important dans la campagne de Tony Blair pour prendre la tête du parti et devient un allié ainsi qu'un proche conseiller. Il organise les nombreux changements du parti à cette époque, ce qui lui attire l'animosité de toute une partie de ses collègues. Il devient le directeur de campagne lors des élections générales de 1997, qui ramènent les travaillistes au pouvoir après près de 18 ans d'opposition. Après l'élection, il est nommé ministre sans portefeuille, chargé du projet du Dôme du millénaire à Londres pour l'an 2000.
En 1998, il rejoint le cabinet comme secrétaire d'État au Commerce et à l'Industrie mais, le 23 décembre 1998, il doit démissionner après qu'on a révélé qu'il avait touché un prêt immobilier secret de 373 000 £ de son collègue au gouvernement, le payeur-général Geoffrey Robinson, sans l'avoir déclaré au gouvernement ou à son organisme de crédit. Il est aussi au centre de l'attention médiatique sur sa vie personnelle, un éditorialiste du The Times ayant mentionné qu'il était « sans doute homosexuel ». Aujourd'hui, il assume ouvertement sa sexualité.
En octobre 1999, il revient au gouvernement comme secrétaire d'État pour l'Irlande du Nord, en remplacement de Mo Mowlam, alors que le processus de paix semblait bloqué. Il met en œuvre la nouvelle assemblée législative locale et la réforme des services de police.
Mandelson traverse à nouveau un scandale en 2001. En juin 1998, il avait appelé personnellement un fonctionnaire du ministère de l'Intérieur pour obtenir la citoyenneté britannique pour Srichanda Hinduja, un homme d'affaires indien dont la famille est aussi l'un des principaux soutiens financiers d'une des expositions au Dôme du millénaire. Il démissionne une seconde fois du gouvernement le 24 janvier 2001. Une enquête indépendante conclut qu'il n'a transgressé aucune règle parlementaire.
Après sa démission, Mandelson s'implique dans le développement du think tank Policy Network, dont il devient président. Il reste député pour la circonscription d'Hartlepool de 1992 à 2004, et dirige plusieurs comités au Parlement. Le 23 juillet 2004, il est nommé membre de la nouvelle Commission européenne sous le président José Manuel Barroso, qui lui confie le portefeuille de commissaire européen au commerce, confirmé par le Parlement européen ; il quitte la Chambre des communes.
En 2008, il est gouverneur de la Fondation Ditchley et président honoraire du think tank Policy Network. Il quitte la commission le 6 octobre 2008, remplacé par Catherine Ashton.
Le 13 octobre suivant, créé pair à vie dans la pairie du Royaume-Uni en tant que baron Mandelson, de Foy dans l'Herefordshire et d'Hartlepool dans le comté de Durham, il siège le jour même à la Chambre des lords.
Il travaille ensuite à la banque d'affaires Lazard, avant sa nomination en 2025 par Keir Starmer en tant qu'ambassadeur britannique aux États-Unis. 

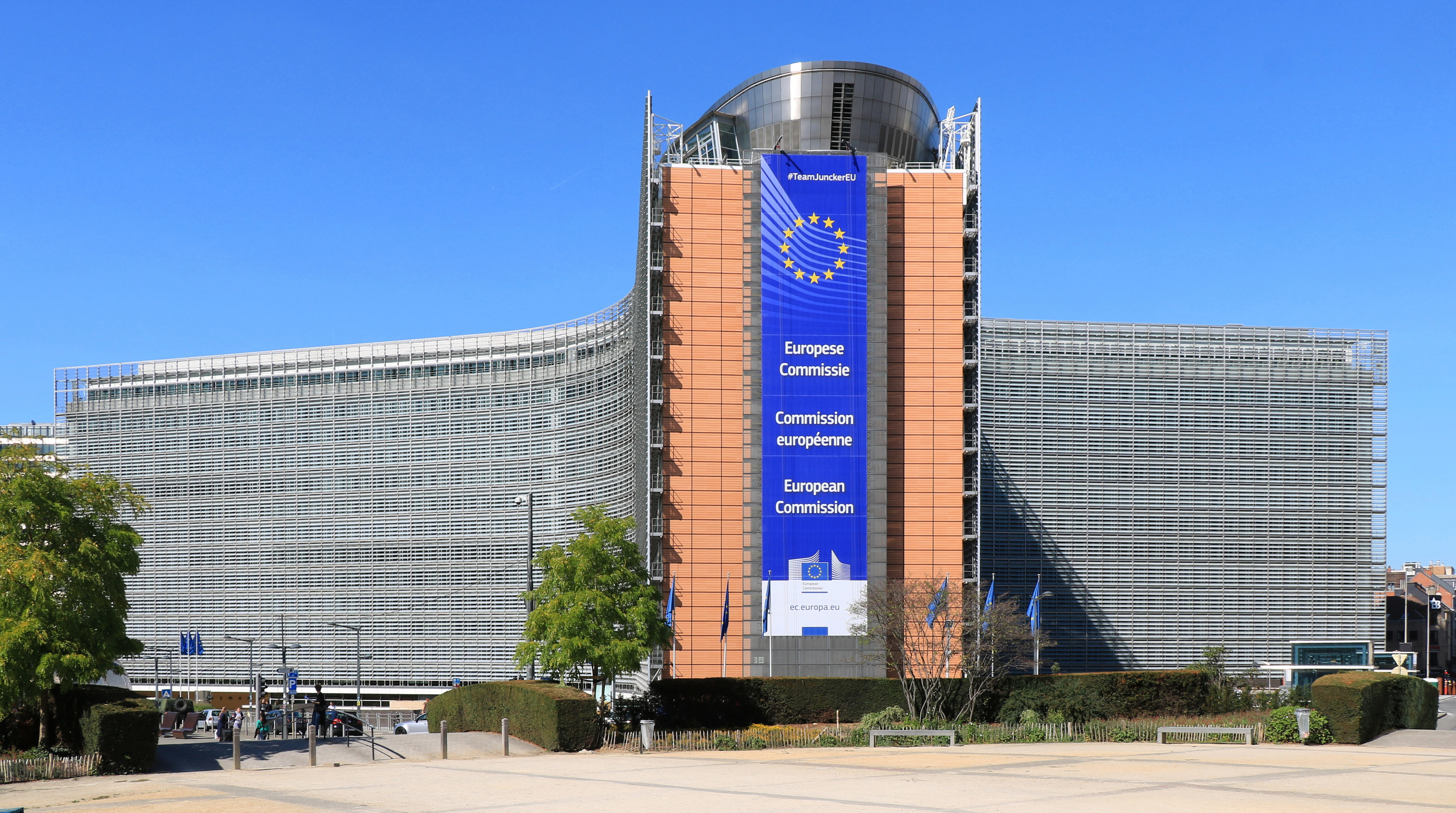
La Commission européenne à Bruxelles, dont Mandelson fut commissaire de 2004 à 2008.

## Honneurs
- Baron à vie (2008)[11]
- Grand officier, ordre de l'Étoile d'Italie (2016)[12]
- Officier, Légion d'honneur (2017)[13]